# تشرونا ترمشنا
تشرونا ترمشنا (به چکی: Červená Třemešná) یک منطقهٔ مسکونی در جمهوری چک است که در شهرستان ییچین واقع شده‌است.